# Nytt hopp (Macao)
Nytt hopp (kinesiska: 新希望, pinyin: xīn xīwàng, portugisiska: Esperança Nova) är ett macaoiskt liberalt parti. Partiet hör till det pro-demokratiska blocket. 
Bakgrundsföreningen till partiet är Associação dos Trabalhadores da Função Pública de Macau som däremot är en organisation för offentliga sektorns arbetare och deras intressebevakning.
Partiet står för bl.a.:
- beslut för att motarbeta djurens avslag och djurplågeri.
- att förbjuda diskriminering på grund av sexuell läggning eller identifiering.
- att undanröja monopolen.

I valet 2021 fick partiet igenom två ledamöter till Macaos lagstiftande församling. Partiet blev det enda representant av pro-demokratiska partier.